# Fusu
Fusu (III secolo a.C. – 210 a.C.) è stato un principe cinese figlio maggiore di Qin Shi Huang, il primo imperatore cinese della dinastia Qin.
Intorno al 213 a.C., dopo l'unificazione cinese, l'imperatore Qin Shi Huang attuò una politica di persecuzione e molestia nei confronti di alcune scuole di pensiero che si manifestò con il cosiddetto Rogo di libri e sepoltura di intellettuali. Fusu gli consigliò di seguire una politica meno severa per evitare rivolte nell'impero, l'imperatore non accettò le sue proposte e fu inviato ai confini dell'impero, in quello che era de facto un esilio.
Nel 210 a.C., Qui Shi Huangdi morì, durante uno dei suoi viaggi nella parte orientale della Cina, insieme al suo secondo figlio Huhai. Fusu era il primogenito ed erede naturale. Tuttavia, Huhai, insieme al Cancelliere Li Si e al capo degli eunuchi Zhao Gao, che temevano di perdere il potere se Fusu fosse salito al trono, redasse un falso decreto da Qin Shi Huangdi che ordinava di suicidarsi a Fusu e al capo generale dell'esercito, Meng Tian, che era un fedele seguace del primogenito.
Alcuni degli assistenti di Fusu misero allora in dubbio la veridicità della sentenza, ma il Principe non credeva che qualcuno avesse osato falsificare il decreto o aveva comunque paura di essere ucciso, e alla fine si suicidò comunque. Huhai divenne così il secondo imperatore della dinastia Qin, con il nome di Qin Er Shi come Qin secondo (秦二世).